# 彼得·伯克 (田径运动员)
彼得·伯克（英語：Peter Bourke，1958年4月23日—），澳大利亚男子田径运动员。他曾代表澳大利亚参加1982年和1986年英联邦运动会田径比赛，其中1982年英联邦运动会获得一枚金牌。